# Hardcore (film, 2015)
Hardcore (ryska: Хардкор, även Hardcore Henry i vissa länder) är en rysk-amerikansk science fiction-actionfilm från 2015. Skriven, samproducerad och regisserad av Ilya Naishuller, och producerad av Timur Bekmambetov, Naishuller, Inga Vainshtein Smith och Jekaterina Kononenko. Filmen spelades helt in från ett förstapersonsperspektiv. Filmens spelades in delvis på ryska, och delvis på engelska.
Filmen hade världspremiär den 12 september 2015 på Toronto International Film Festival. Filmen mottogs med blandade reaktioner från västerländska kritiker, men övervägande positiva reaktioner från ryska kritiker.

## Handling
Filmen handlar om cyborgen Henry som en dag vaknar upp i ett laboratorium utan att minnas någonting om sitt tidigare liv. Det enda han vet är att han heter Henry eftersom hans fru berättade det när hon återupplivade honom. Snart blir Henry beskjuten och hans fru kidnappad. Den som ligger bakom alltsammans är Akan, en krigsherre med en armé av legosoldater. Henry hamnar i Moskva där alla vill döda honom. Alla förutom den mystiske engelsmannen Jimmie. Men går det verkligen att lita på honom?

## Skådespelare
Huvudrollen som Henry spelades inte av en utan av flera skådespelare och stuntmän. Större delen av filmen spelades av extremstuntmannen Sergej Valjajev och skådespelaren Andrej Dementiev (som också spelar Slick Dmitry). Vissa scener spelades av Naishuller själv, och andra särskilt farliga scener och scener på rörliga bilar spelades av stuntmän.

- Sharlto Copley — Jimmy, röst av Pjotr Ivasjtjenko
- Danila Kozlovskij — Akan
- Haley Bennett — Estelle, röst av Anna Tjipovskaja
- Andrej Dementiev — Slick Dmitry
- Svetlana Ustinova — Olga Dominatrix
- Darja Tjarusja — Katja Dominatrix
- Tim Roth — Henrys far
- Ravsjana Kurkova — butiksägare, som Henry stjäl nya kläder från
- Oleg Poddybnyj — Jurij, Akans hantlangare
- Kirill Serebrennikov — pansarvagnssoldat
- Aleksandr Pal — hantlangare med eldkastare
- Sergej Sjnurov — hantlangare, som Henry klämmer näsan på med en tång
- Polina Filonenko — tjej som Henry räddar från en polis (scenen klipptes bort i Ryssland)
- Sergej Valjajev — tjejens pojkvän (scenen klipptes bort i Ryssland)
- Jevgenij Filippenko — våldtäktspolis 1 (scenen klipptes bort i Ryssland)
- Vitalij Voskresenskij — våldtäktspolis 2 (scenen klipptes bort i Ryssland)
- Kirill Byrkin — våldtäktspolis 3 (scenen klipptes bort i Ryssland)
- Jevgenij (BadComedian) Bazjenov — cyborg på taket som Henry kastar in i ett elförande stängsel
- Sergej Mezentsev — bartender Armen på strippklubben
- Ilya Naishuller — Tim
- Will Stewart — Robbie
- Cyrus Arnold — huligan från Henrys dröm 1
- Jack Hahn — huligan från Henrys dröm 2
- Jake Karlen — huligan från Henrys dröm 3
- Julia Stetsenko — tjej som Henry slår ner i en rulltrappa

## Priser och nomineringar
- 2015 — Toronto International Film Festival (Midnight Madness) — publikens favorit[2][3].
- 2016 — Nominering för «Kinopremier» för priset «Sdelano v Rossii»[4].